# Francesco Tanasi (fotografo)
Francesco Tanasi (Napoli, 20 giugno 1948) è un fotografo italiano.

## Biografia
Frequenta prima l'Istituto d'Arte Palizzi e successivamente l'Accademia di Belle Arti di Napoli (Scenografia), è qui che approfondisce il suo interesse per la fotografia esponendo successivamente i propri lavori in prestigiose sedi italiane ed estere con mostre personali e collettive.
Nel 1970 la rivista di architettura Casabella pubblica su 2 numeri tutte le fotografie realizzate sul nuovo Policlinico di Napoli.
Successivamente orienta i suoi interessi per la fotografia sperimentale , il nudo e la moda ,  pubblicando i suoi lavori con riviste specializzate tra cui 
( Harper's Bazaar , Linea Italiana , E moda , Grazia , Anna Bella , Playboy ) negli anni 80 si trasferisce a Milano dove riprende a fotografare l'architettura e l'arte instaurando una proficua collaborazione con l'Istituto Geografico De Agostini e l'Electa, intensifica la propria attività di fotografo specializzato in architettura arte e paesaggio che lo porterà sempre più spesso in tutta Italia , particolarmente a Roma ed all'estero ; negli anni 90 ritorna a vivere Napoli con studio a Roma.

## Le persone più importanti
Per la sua formazione umana e crescita culturale: il Padre e il Nonno , Michele Pizzolorusso architetto , Ferdinando Isabella ingegnere , Sergio Capece Minutolo organizzatore di eventi , Felice Gianani manager , Franco Borsi architetto e storico dell'architettura.

## Significative Realizzazioni
- 1968 Through to the Lens , mostra fotografica a Napoli con Massimo Teti
- 1973 Napoli è , mostra fotografica Petite Gallerie di Rio de Janeiro
- 1978 Nuova Cultura , mostra fotografica gli artisti e gli intellettuali a fianco dei lavoratori di Napoli
- 1979 L' Alfabeto Urbano , mostra fotografica 3 Anni di Agit –Prop Napoli
- 1986 Il chiostro Grande del Monastero di S.Chiara , a cura di G.Donatone V.Pacelli R.Ruotolo
- 1986 Palazzi Reali e Residenze Signorili , a cura di Flavio Conti
- 1986 Insediamenti Virginiani in Irpinia , a cura di Vincenzo Pacelli
- 1988 Le Scuole del Dopo Terremoto , mostra fotografica sulle architetture realizzate dal Governo degli Stati Uniti d'America , in occasione della ricostruzione conseguente il terremoto del 1980: Napoli , Roma , New York , Wascinghton e altre importanti città degli States
- 1988 Magna Grecia IV , a cura di Giovanni Pugliese Carratelli
- 1989 Temi di Vincenzo Gemito , a cura di Bruno Mantura
- 1989 Bramante Architetto  Electa , di Franco Borsi
- 1989 Ischia , testi di Ennio Mastrostefano
- 1990 Magna Grecia III , a cura di Giovanni Pugliese Carratelli
- 1990 Castel Nuovo , a cura di Pierluigi Leone de Castris
- 1990 Il Corpo in Corpo , a cura di Bruno Mantura
- 1990 La Piazza del Quirinale e le Antiche Scuderie Papali , a cura di Gianfranco Spagnesi
- 1990 Castelporziano , a cura di Franco Borsi
- 1991 L'Armonia Ritrovata , testi di Michele Buonomo
- 1991 Il Palazzo del Quirinale , a cura Franco Borsi
- 1991 Cerreto Sannita , a cura di Vincenzo Pacelli
- 1991 Villa Panphilj , Presidenza del Consiglio dei Ministri
- 1992 Il Senato della Repubblica , a cura di Giovanni Spadolini
- 1992 L'Aula di Palazzo Madama , a cura di Giovanni Spadolini
- 1992 l'Architettura di Lorenzo Il Magnifico , mostra fotografica Spedale degli Innocenti, Firenze. In occasione dei 500 anni della morte di Lorenzo il Magnifico.
- 1993 La Casa Madre dei Mutilati di Guerra , a cura di Franco Borsi
- 1993 I Cento Edifici della Banca d'Italia , a cura Massimo Nunziata
- 1993 La Maiolica delle Sirene , testo di Edoardo Alamaro
- 1994 La Facciata di Palazzo Madama , a cura di Franco Borsi
- 1995 Artepoesia , mostra di materiali creativi , Sessa Aurunca
- 1998 Aversa 1-2 , a cura di Giosi Amirante e Tiberio Cecere
- 1998 La Casa Del Cancelliere , Palazzo Scala a Firenze, a cura di Anna Bellinazzi
- 1999 Il Senato della Repubblica , a cura di Franco Borsi
- 1999 Tesori di Roma ,  a cura di Carlo Stroscia , testi di Alberto Sordi , Aldo Carotenuto, Fabio Isman , Giuseppe De Rita
- 2000 Tesori di Napoli , a cura di Carlo Stroscia , testi di Antonio Ghirelli , Federico Geremicca , Erri De Luca , Fabio Isman
- 2003 L'Università Partenope , a cura di Giosi Amirante
- 2003 Curia Senatus Egregia , a cura di Roberto Di Paola
- 2005 Il Provveditorato alle Opere Pubbliche del Lazio , a cura di Vittorio Rapisarda Federico
- 2004 E passato il Turno di Notte di Mezza Vita , Mostra Fotografica e Calendario con i volti degli operai dell'Italsider di Napoli , testo di Erri de Luca
- 2005 Le strade diverse , Calendario a favore dell'abbattimento delle barriere architettoniche, a cura di Massimo Milone , testi di Ileana Lepre , Pasquale Malva
- 2009 L'Archivio storico della Presidenza della Repubblica , testi di Paola Carucci
- 2010 Le Dimore del Sapere , Le Sedi della Seconda Università degli Studi di Napoli , a cura di Giosi Amirante e Rosanna Cioffi
- 2014 I Luoghi del Grand Tour rivisitati da Francesco Tanasi , mostra fotografica e catalogo a cura di Mariantonietta Picone Petrusa , Giungano , Capaccio Paestum
- 2017 Mario Valentino " Una storia di Moda , Design e Arte " a cura di Ornella Cirillo , Skira editore